# 林進興
林進興（1953年5月12日—），台灣醫師、獸醫、政治人物。原為民主進步黨黨員，隸屬該黨綠色友誼連線，曾任綠色友誼連線會長。林進興為民進黨後起之秀，因為掌握許多黨員票，在黨內初選中常扮演關鍵角色，有「黨員大戶」之稱。

## 從政經歷
林進興首次參政，是於2000年5月參與民進黨高雄市黨部第八屆主任委員選舉。雖然林進興高票當選，卻因林進興支持者涉嫌持偽造的黨證投票，民進黨中央黨部遲遲未敢斷然宣布林進興當選；林進興甚至一度被開除黨籍，後又撤銷。林進興因此於2000年9月8日宣布主動辭去主委職務，重辦選舉。2000年10月15日重選，林進興所支持的鄭光峰以408票之差勝選主委，其「黨員大戶」實力可見一斑。
林進興分別於2001年與2004年代表民進黨當選第五屆、第六屆立法委員。
2002年，林進興的妻子、同時也是林進興醫院的中醫師章玟琇，在其襄助下當選高雄市議員。不過，2003年，章玟琇即因高雄市議會議長賄選案與十餘名市議員同僚一起被起訴，並於2004年二審定讞，喪失市議員資格，林進興也一度被起訴，並遭民進黨開除黨籍；不過，事後林進興被判無罪，開除黨籍的處分也因此撤銷。 另外，訴訟期間，兩人形式上辦理離婚，但仍同居。
在2005年三合一選舉期間，林進興聯合法醫高大成等12位台中市醫界聯盟醫師召開記者會，向媒體公佈國民黨台中市長參選人胡志強的病歷以打擊胡志強的選情；不久，被揭發是「假病歷」，受到輿論猛烈抨擊。不久，林進興因此向胡志強道歉，胡志強接受道歉。 林進興因此案違反《醫師法》，遭廢止醫師執業執照一年。
林進興擔任私立林進興醫院院長其間，辦理貧窮病患免費就醫服務，頗獲地方好評。林進興也曾與前妻章玟琇共同主持快樂廣播電台醫療節目《快樂空中門診》，為聽眾解答醫療問題。
2012年中華民國總統選舉期間，林進興擔任民進黨總統候選人蔡英文高雄市競選總部副主任委員。
2014年九合一選舉，民進黨提名林進興在高雄市三民區參選高雄市議員。
2014年11月19日，林進興在高雄市議員三民區候選人政見發表會抨擊，高雄市登革熱疫情嚴重，高雄市政府衛生局卻說「登革熱四年一輪、好壞照輪」，讓他聽不下去；他說，他在九合一選舉中絕對支持民進黨、支持陳菊，但專業上他不會只為政黨；他說，高雄市登革熱疫情嚴重，高雄市政府衛生局難辭其咎，衛生局卻怪罪市民家裡放積水養蚊子，「難道是我們自己家裡弄不好才這樣的嗎？水溝也有水，這是市府工作，有做好嗎？」他說，衛生局說要引海水入排水溝「鹹死」蚊子，「代表孑孓不只在家裡而已，水溝也很嚴重」；他還說，強冠企業等餿水油公司總部在高雄市，屏東縣政府五局處首長為餿水油案下台，衛生福利部部長邱文達也為餿水油案下台，高雄市政府卻無人道歉。
2014年11月29日，林進興落選。

## 初選爭議
2006年4月13日，由於林進興醫院涉嫌詐領健保費，林進興與其女友劉淑仲遭檢察官起訴，民進黨中評會決議開除林進興的黨籍。2007年，又因民進黨中評會認為該案有程序瑕疵，而恢復黨籍。
2006年12月21日，林進興醫院獲准改制為「和平醫療社團法人進興醫院」，是台灣南部第一間社團法人醫院；2007年1月26日，進興醫院獲高雄市政府衛生局核發營業執照，林進興卸任院長，該院骨科醫師方朝興擔任院長。
2007年5月6日，林進興在民進黨立委初選中獲勝，代表民進黨參選高雄市第三選區（三民東區）立委。2007年7月12日，民進黨臨時中評會因健保費案投票決議「林進興停權一年半」，林進興確定無法代表民進黨參選立委，由隸屬新潮流系的同選區另一名參選人李昆澤遞補；林進興揚言，將以無黨籍身分參選到底。
2007年8月30日，民進黨中執會以不記名投票，17票贊成、0票反對、3票棄權，決議徵召李昆澤為高雄市第三選區立委候選人，取消林進興的候選資格。2007年9月21日，林進興宣布關閉進興醫院並拆除其招牌，將其改為自己的競選總部，象徵參選到底，並宣示「未當選，就退出政壇」；進興醫院的住院者，被轉介至其他醫院。2007年11月初，林進興競選總部高掛廣告看板呼籲「民進黨一票、林進興一票」，標榜「正港民進黨提名」，並在其廣告上使用民進黨黨徽與民進黨2008年總統大選候選人謝長廷肖像，引起民進黨不滿（由於林進興並未獲得民進黨提名，民進黨不容許林進興競選總部使用兩者）。
2007年11月14日，林進興批評，前民進黨主席游錫堃與民進黨立委高志鵬都已被起訴，卻都被民進黨提名為不分區立委候選人，民進黨主席陳水扁還讓游錫堃擔任首席榮譽顧問；他與邱永仁因涉嫌詐領健保費而被起訴，卻被民進黨撤銷提名，民進黨的標準明顯不一致。林進興宣稱，陳水扁曾經委託因陽信商業銀行超貸案而被起訴的民進黨中常委陳勝宏勸他退選，但他拒絕退選。林進興說，他不會離開民進黨，他將在2008年立委選舉第一個登記日就登記參選，他一定參選到底。民進黨副秘書長劉建忻回應，所有個案都是依據黨內機制處理。
2007年12月，在陳水扁兩度指示下，民進黨以「違紀參選」為由，第四次開除林進興的黨籍。 對此，林進興表示：「我將誓死捍衛民進黨魂，並將繼續挑戰黨內初選落敗的對手李昆澤，絕不退怯，參選到底；他如獲勝選，我也會重回民進黨，繼續為民進黨奮鬥。」
2008年1月2日15時30分，林進興競選總部召開記者會指控，高雄市政府環境保護局局長蕭裕正的前辦公室主任許嵩洲涉嫌唆使許清裕為林進興賄選、栽贓、抹黑，再檢舉就可以獲得檢舉獎金新台幣五十萬元，同時也讓許清裕的女兒在高雄市政府找到一份固定工作。許清裕說他沒有答應許嵩洲的要求，並指控蕭裕正與高雄市長陳菊等人企圖抹黑、栽贓林進興。記者會後，林進興前往高雄地檢署，控告許嵩洲與陳菊違反《公職人員選舉罷免法》。高雄市政府、李昆澤競選總部皆不予回應。高雄市政府顧問洪智坤批評，林進興的指控毫無根據。
2008年1月12日，2008年立委選舉開票結果揭曉，林進興與李昆澤皆落選。2008年5月1日，林進興醫院重新開幕。
2009年5月，台南地方法院判處林進興有期徒刑2年、緩刑5年，另須執行義務醫療240小時。詐領健保費案定讞後，林進興醫院改名為「進興診所」。2009年5月27日，台南地檢署破獲台灣最大的無照醫師集團，該集團派遣無照醫師至合作的醫療院所代理急診室醫師看診，合作的醫療院所包括進興診所等17家醫療院所；林進興說，他因參加考試而請人代班2次，鐘點費3小時新台幣五千元，比一般行情高，當時還請對方帶醫師執照來影印留底，沒想到醫師執照是偽造的，他也算是受害者。
2009年7月27日23點，林進興與友人到高雄市三民區鼎山街一家海產店吃消夜，才剛坐下來不久，有兩名陳姓男子衝進店裡朝他頭部痛打將近20拳，兩人逞兇後駕駛一輛紅色汽車逃逸，造成他左太陽穴紅腫、右太陽穴擦傷、上唇破皮流血，休息一天仍頭痛、頭暈；同月28日，警方傳喚兩名陳姓男子到案，兩人均供稱，他們早就不滿林進興詐領健保費卻不必坐牢，開車路過該海產店時看到林進興坐在店裡，一時氣憤，才去毆打他。林進興質疑這兩人是李昆澤的保鏢，他要求李昆澤道歉；李昆澤則說，他確實認識這兩人，他們都是民進黨支持者，但不是他的助理、司機或競選幹部，希望林進興別硬牽扯上他。

## 轉型獸醫
2009年7月，原為醫師的林進興參加四技二專統一入學測驗，考取國立屏東科技大學獸醫學系，是全系最老學生；2009年9月22日，林進興說，本次報考動機是為了拿獸醫執照，打算考取獸醫執照後將進興診所轉型為動物醫院。2011年將自家的醫院轉為動物醫院。
2012年6月13日，臺灣高等法院高雄分院判決，林進興醫院於2006年2月爆發患者麻醉病危後死亡，麻醉時金姓麻醉師不在場導致患者死亡，林進興與麻醉師應連帶賠償患者家屬新台幣391萬元。

## 家庭生活
林進興與前妻章玟琇及現任妻子劉淑仲同住一個屋簷下，三人同時維持實質上的夫妻關係。林進興與劉淑仲結婚時，是章玟琇去提親。 林進興對於「三人行」並不避諱，接受訪問時表示，娶小老婆是為了「證明自己有能力同時照顧兩個女人」。林進興與前妻育有三位子女，與現任妻子育有兩位子女，兩房的孩子以「阿姨」相稱。林進興也因複雜的家庭關係，受到政壇對手的攻擊。
2012年9月1日，法務部行政執行署高雄分署執行官辦理追繳林進興欠稅，發現林進興從2002年起連續5年漏繳綜合所得稅等稅款，欠稅加罰款累計已經積欠國庫超過新台幣2500萬元，但他在2009及2010年申報年薪資所得為新台幣24萬元，他名下的不動產都抵押給銀行或無執行實益，懷疑他可能隱匿所得、資產，故公告將他列入禁奢大戶半年。

## 選舉紀錄
| 年度 | 選舉屆數                     | 選舉區           | 所屬政黨   | 得票數 | 得票率 | 當選標記 | 備註 |
| ---- | ---------------------------- | ---------------- | ---------- | ------ | ------ | -------- | ---- |
| 1989 | 第一屆立法委員第六次增額選舉 | 高雄市第二選舉區 | 中國國民黨 | 2,277  | 0.75%  |          |      |
| 2001 | 第五屆立法委員選舉           | 高雄市第一選舉區 | 民主進步黨 | 58,019 | 14.87% |          |      |
| 2004 | 第六屆立法委員選舉           | 高雄市第一選舉區 | 民主進步黨 | 47,299 | 13.01% |          |      |
| 2008 | 第七屆立法委員選舉           | 高雄市第三選舉區 | 無黨籍     | 8,225  | 7.11%  |          |      |
| 2014 | 第二屆高雄市議員選舉         | 高雄市第七選舉區 | 民主進步黨 | 8,054  | 4.56%  |          |      |

## 外部連結
- 立法院 （页面存档备份，存于）
- 林進興的Facebook專頁